# Memphis Bleek
Memphis Bleek, właśc. Malik Thuston Cox (ur. 23 czerwca 1978) – amerykański raper z Nowego Jorku.
Memphis jest skrótem od Making Easy Money Pimping Hoes Is Serious lub Making Easy Money Pimping Hoes In Style. Bleek pochodzi z czasów, kiedy jego młodsza siostra w dzieciństwie źle wymawiała jego imię. Memphis Bleek pochodzi z Brooklynu, z osiedla Marcy Houses gdzie wychowywał się na jednym podwórku z Jay-Z. Zadebiutował na płycie Jay-Z - Reasonable Doubt w utworze Coming Of Age. Debiutancki album rapera pt. The Coming of Age trafił w Stanach Zjednoczonych do sklepów 4 sierpnia 1999.
Współpracował z takimi artystami jak Beanie Sigel, Missy Elliott, Jay-Z, Cam’ron, T.I., Ja Rule, Trick Daddy, Rihanna i inni. Jest związany z wytwórnią Roc-A-Fella, której szefem jest Jay-Z.
Zagrał w dwóch filmach z 2002 roku: State Property oraz Paper Soldiers.

## Dyskografia

### Albumy studyjne
- 1999: The Coming of Age
- 2000: The Understanding
- 2003: M.A.D.E.
- 2005: 534
- 2010: The Process

### Mixtape’y
- 2005: Bedstuy Do or Die (z Papoose)
- 2006: Feed the Streets
- 2007: Feed the Streets 2
- 2008: Feed the Streets 3